# Tephritis dudichi
Tephritis dudichi
 es una especie de insecto díptero que Aczel describió científicamente por primera vez en el año 1939.
Esta especie pertenece al género Tephritis de la familia Tephritidae.